# Pierre Guillaume Gratien
Pierre Guillaume Gratien, né le 1er janvier 1764 à Paris et mort le 24 avril 1814 à Plaisance en Italie, est un général de division français de la Révolution et de l’Empire.

## Biographie
Il servit d'abord comme dragon dans le régiment de Dauphin-Dragons depuis le 21 janvier 1787 jusqu'au 1er octobre 1789, époque à laquelle il fut nommé lieutenant de grenadiers au bataillon des Enfants-Rouges de la garde nationale parisienne ; il en devint capitaine en 1790. Lorsque la patrie en danger fit un appel à tous ses défenseurs, Gratien reprit les armes et fut nommé capitaine au 2e bataillon de volontaires de Paris le 26 septembre 1791. Proclamé lieutenant-colonel en second du même bataillon le 8 janvier 1792, il fit à l'armée du Nord les campagnes de 1792 et 1793. Lors de la défection de Dumouriez, il fit sortir son bataillon du camp de Maulde et le conduisit à travers les bois jusqu'à Hecq-au-Pont. Arrivé là, il donna connaissance à sa troupe de ce qui se passait, et la dirigea ensuite sur Douai, où il arriva le même soir.
En avril 1793, il résista énergiquement avec son bataillon à Quiévrain. Le 18 août 1793, à l'affaire de Linselles, lorsque l'armée entière eut été repoussée de ce village, il rallia le demi-bataillon qu'il commandait, fit battre la charge et reprit, malgré la mitraille, les redoutes en avant de Linselles. Il pénétra ensuite dans le village et empêcha ensuite l'armée anglo-hollandaise de poursuivre les corps français en soutenant seul ses charges, et la tenant en échec jusqu'à la nuit. Sur le rapport qui fut fait de sa conduite dans cette journée, le gouvernement le nomma général de brigade le 3 septembre suivant, pour être employé à l'armée du Nord.
Le 25 vendémiaire an II, à la bataille de Wattignies, ses troupes ayant été prises en flanc par les batteries ennemies qui portèrent le désordre dans leurs rangs, il se vit contraint de battre en retraite au moment même où il recevait l'ordre de se porter en avant. Les représentants du peuple Carnot et Duquesnoy le suspendirent de ses fonctions sur le champ de bataille même et le traduisirent devant le tribunal révolutionnaire du Pas-de-Calais, sous l'accusation d'avoir refusé de marcher contre les Autrichiens, d'avoir retardé par là le gain de la bataille et facilité la retraite de l'ennemi. Le général Gratien, absous de ces accusations par un jugement du tribunal révolutionnaire du Pas-de-Calais, le 10 germinal suivant, retourna sur-le-champ au quartier général de l'armée ; cependant le décret de suspension n'avait pas encore été révoqué et il demeura sans emploi jusqu'au 23 prairial an III.
Il fut réintégré et envoyé à l'armée de l'Ouest. Suspendu de nouveau le 7 brumaire an IV, il fut encore rappelé à l'activité le 11 nivôse suivant pour servir à l'armée des côtes de Cherbourg, à l'armée des côtes de Brest puis à l'armée des côtes de l'Océan, et reçut à la fin de cette année une armure des manufactures de Versailles pour les services qu'il avait rendus pendant la guerre de la Vendée. Réformé à la suppression de cette armée le 1er vendémiaire an V, il fut maintenu en activité dans les divisions militaires de l'Ouest par le général en chef Hoche, avec lequel il s'embarqua pour l'expédition d'Irlande sur le vaisseau le Tourville.
Le 7 germinal an V il fut envoyé à l'armée de Sambre-et-Meuse ; il continua d'y servir jusqu'en l'an VII, époque à laquelle il fut envoyé à l'armée d'Angleterre, et revint à celle de l'Ouest le 9 frimaire an VIII. Il fit partie, vers la même époque, des troupes embarquées sur la flotte du contre-amiral Ganteaume, et servit à l'armée de l'Ouest pendant les ans IX et X. Cette armée ayant été supprimée à dater du 1er prairial an X, le général Gratien fut désigné pour faire partie de l'expédition de la Louisiane ; mais cette désignation ayant été annulée, il fut envoyé le 10 fructidor de la même année, à l'armée de Batavie.
Créé membre de la Légion d'honneur le 19 frimaire an XII, il fut mis en disponibilité le 11 ventôse, puis maintenu en activité le 1er germinal, et obtint la croix de commandeur le 25 prairial de la même année. Attaché à l'armée du Nord (division française en Batavie) le 26 brumaire an XIV, le général Gratien fut envoyé dans la 12e division militaire le 19 juillet 1806 et passa au service du roi de Hollande en vertu d'une autorisation de l'Empereur du 15 novembre suivant. Nommé lieutenant-général le 15 février 1807, il reçut la décoration de l'ordre du Mérite de Hollande quelques jours après. Au mois de juin 1809, le général Gratien, avec une division hollandaise, marcha sur Stralsund où s'était retranché le partisan Schill et enleva ses retranchements d'assaut. Schill lui-même fut frappé sur la grande place au moment où il se sauvait et cherchait à gagner le port pour s'embarquer. À la suite de cette affaire, le roi de Hollande envoya, le 12 juin, au général Gratien, la croix en diamants de commandeur de l'ordre de l'Union, et le roi de Danemark lui conféra la grand-croix de l'ordre royal de Dannebrog.
Réadmis au service de France comme général de brigade, et chargé du commandement d'une brigade d'infanterie dans la 1re division de réserve à l'armée d'Espagne le 31 octobre 1809, il se trouva sous les ordres du duc d'Abrantès pendant l'année 1810 et 1811. À Caxèirias, au Portugal, le 11 octobre 1810, le lendemain du combat de Sobral où les Anglais avaient été battus, l'ennemi s'étant aperçu que la droite du corps du duc d'Abrantès n'était point appuyée, s'avança pour la déborder. Le général Solignac soutint d'abord le choc avec fermeté ; mais accablé par le nombre, il était sur le point de succomber lorsque le général Gratien, à la tête du 15e régiment d'infanterie de ligne, tomba brusquement sur l'ennemi et rétablit le combat à l'avantage des Français. Chargés à la baïonnette, les Anglais se retirèrent en désordre, laissant leurs blessés et beaucoup de prisonniers sur le champ de bataille.
Créé baron de l'Empire vers cette époque, le général Gratien fut appelé à l'armée d'Allemagne le 13 juillet 1811. Il fit ensuite partie de la Grande armée de Russie en 1812 et fut blessé lors de la bataille de la Moskova. Les services qu'il rendit pendant cette mémorable campagne lui valurent le grade de général de division le 23 septembre 1812. Parti en congé le 8 janvier 1813, il fut employé au corps d'Italie le 21 juin suivant et se distingua le 16 octobre, où il fut blessé d'un coup de feu, et le 31 du même mois, au combat et à la prise de Bassano. Nommé au commandement de la 3e division de l'armée de réserve d'Italie le 1er janvier 1814, le général Gratien mourut de maladie à Plaisance le 24 avril suivant.
Son nom est inscrit sur la partie Nord de l'arc de triomphe de l'Étoile.

## Sources
- Les ouvrages cités en Bibliographie

1. ↑  Page252- Fastes de la Légion d'Honneur par A. Lievyns, Jean -Maurice Verdot, Pierre Bégat -Publié en 1844 -archivé à l'université du Wisconsin-Madison - numérisé par Google Books

« Pierre Guillaume Gratien », dans Charles Mullié, Biographie des célébrités militaires des armées de terre et de mer de 1789 à 1850, 1852 [détail de l’édition]